# Simon Schwarz

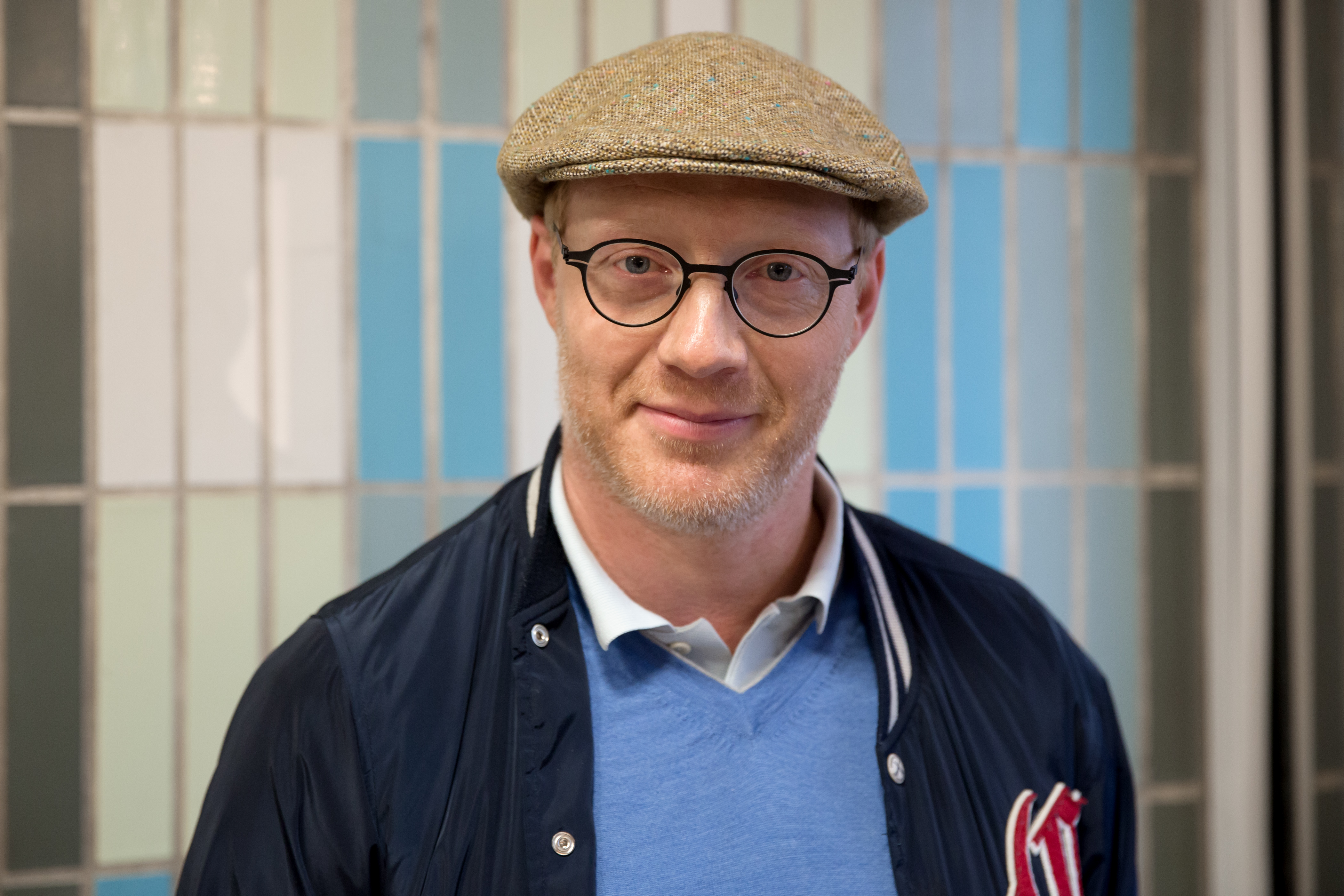
Simon Schwarz bei den Vienna Shorts 2015

Simon Schwarz (* 10. Jänner 1971 in Wien) ist ein österreichischer Schauspieler.

## Leben
Schwarz wurde als Sohn eines Theaterwissenschaftlers und einer Germanistin geboren. Neben einer Ausbildung im Tanzforum Wien und am Tanztheater in Zürich sowie einer klassischen Ballettausbildung nahm er Schauspielunterricht an der Zürcher Anne-Woolliams-Schule. Von 1992 bis 1993 war er als Gasthörer an der Hochschule für Schauspielkunst „Ernst Busch“ Berlin.
Es folgten Engagements am Stadttheater Klagenfurt, am Stadttheater Luzern und am jolie théâtre in Basel (Der nackte Wahnsinn von Michael Frayn). 2013 und 2014 spielte Simon Schwarz den Teufel in der Jedermann-Inszenierung bei den Salzburger Festspielen.
1996 hatte er in der Serie Spiel des Lebens sein Fernsehdebüt. Es folgten einige nationale Film- und Fernsehproduktionen, ehe Schwarz 1998 mit dem Film Die Siebtelbauern größere Bekanntheit erlangte. Für diesen Film gewann er den Max-Ophüls-Preis als bester Nachwuchsdarsteller. Seit 2013 spielt er eine Hauptrolle in den Verfilmungen der Franz-Eberhofer-Krimis von Rita Falk.
Simon Schwarz war mit Nana Spier verheiratet, mit der er zwei mittlerweile erwachsene Kinder hat.
Beim Spielfilm Zerschlag mein Herz (2018) von Regisseurin und Drehbuchautorin Alexandra Makarová, mit der er seit 2012 liiert ist, fungierte er erstmals als Produzent. Makarová und Schwarz sind Eltern einer gemeinsamen Tochter. Im Mai 2024 gab er bekannt, dass er und Makarová mittlerweile verheiratet sind.
Im Jänner 2024 feierte er mit dem Programm Das Restaurant gemeinsam mit dem Kabarettisten  Manuel Rubey im Stadtsaal Wien Premiere.

## Auszeichnungen und Nominierungen (Auswahl)
- Romyverleihung 2019 – Auszeichnung in der Kategorie Beste(r) ProduzentIn Kinofilm gemeinsam mit Konstantin Seitz für Zerschlag mein Herz[9][10]

## Filmografie (Auswahl)

### Kino
- 1996: Tempo
- 1998: Das Siegel
- 1998: Die Siebtelbauern
- 1999: Wanted
- 1999: Untersuchung an Mädeln
- 2000: Anatomie
- 2000: Die Fremde
- 2000: LiebesLuder
- 2000: Komm, süßer Tod
- 2001: Die Gottesanbeterin
- 2002: Vollgas
- 2002: Storno
- 2003: Adam & Eva
- 2004: Silentium
- 2005: Crash Test Dummies
- 2005: Fremde Haut
- 2006: Die Könige der Nutzholzgewinnung
- 2006: Schwere Jungs
- 2007: Das Herz ist ein dunkler Wald
- 2008: Räuber Kneißl
- 2008: Nordwand
- 2009: Der Knochenmann
- 2009: Mein Kampf
- 2010: Die Mutprobe
- 2010: Kottan ermittelt: Rien ne va plus
- 2011: Am Ende des Tages
- 2012: Wer’s glaubt wird selig
- 2012: Friday Night Horror
- 2013: Zweisitzrakete
- seit 2013: Eberhoferkrimi (Filmreihe) als Rudi Birkenberger
  - 2013: Dampfnudelblues
  - 2014: Winterkartoffelknödel
  - 2016: Schweinskopf al dente
  - 2017: Grießnockerlaffäre
  - 2018: Sauerkrautkoma
  - 2019: Leberkäsjunkie
  - 2021: Kaiserschmarrndrama
  - 2022: Guglhupfgeschwader
  - 2023: Rehragout-Rendezvous
- 2013: Polt.
- 2014: About a Girl
- 2015: Alles wird gut (Kurzfilm)
- 2015: Hedi Schneider steckt fest
- 2015: Mein Schwiegervater, der Stinkstiefel
- 2016: Seitenwechsel
- 2016: Stille Reserven
- 2017: Unter deutschen Betten
- 2017: Anna Fucking Molnar
- 2018: Womit haben wir das verdient?
- 2019: Kaviar
- 2021: Träume sind wie wilde Tiger
- 2022: Der Onkel – The Hawk
- 2022: Geschichten vom Franz
- 2023: Neue Geschichten vom Franz
- 2023: Wie kommen wir da wieder raus?
- 2025: Perla

### Fernsehen
- 1998: Quintett komplett
- 1999: Drei mit Herz (Fernsehserie, 7 Folgen)
- 1999, 2002: Kommissar Rex (Fernsehserie, verschiedene Rollen, 2 Folgen)
- 1999: Der Schandfleck
- 2000: Die Nichte und der Tod (Fernsehfilm)
- 2000: MA 2412 (2 Folgen)
- 2000: Tatort: Passion (Fernsehreihe)
- 2000–2008: Trautmann (Fernsehreihe) → siehe Figuren
- 2001: Zwölfeläuten
- 2005: 11er Haus (Fernsehserie, 3 Folgen)
- 2006: Mutig in die neuen Zeiten: Nur keine Wellen
- 2007: SOKO Köln (Fernsehserie, Folge Ein ganz normaler Tag)
- 2008: Mutig in die neuen Zeiten: Alles anders
- 2008: Nachtschicht – Blutige Stadt (Fernsehreihe)
- 2008: Tatort: Granit (Fernsehreihe)
- 2009: Mörder auf Amrum
- 2009: Gletscherblut
- 2009, 2017: SOKO Leipzig (Fernsehserie, verschiedene Rollen, 2 Folgen)
- 2010: Der Kommissar und das Meer: Ein Leben ohne Lüge (Fernsehreihe)
- 2010: Aufschneider (Fernsehzweiteiler)
- 2011: Schnell ermittelt (Fernsehserie, Folge Tamara Morgenstern)
- 2011: Meine Schwester
- 2011: Weihnachtsengel küsst man nicht
- seit 2011: Tatort siehe → Eisner und Fellner als Inkasso-Heinzi
  - 2011: Ausgelöscht
  - 2012: Falsch verpackt
  - 2014: Paradies
  - 2016: Die Kunst des Krieges
  - 2017: Wehrlos
  - 2018: Her mit der Marie!
  - 2022: Alles was Recht ist
  - 2025: Messer
- 2012: fauner consulting (Fernsehserie)
- 2012: Braunschlag (Fernsehserie, 8 Folgen)
- 2012: Trau niemals deiner Frau
- 2012: Die Holzbaronin
- 2012: Vatertag
- 2013: Kommissar Stolberg (Fernsehserie, Folge Himmel und Hölle)
- 2013: SOKO Stuttgart (Fernsehserie, Folge Das Wunder von Stuttgart)
- 2013: Der Kommissar und das Meer: Der Wolf im Schafspelz
- 2013: Der Kommissar und das Meer: Fürchte dich nicht
- 2013: Wer hat Angst vorm weißen Mann?
- 2013: Der Alte (Fernsehserie, Folge Gestern ist nie vorbei )
- 2013: In einem wilden Land
- 2013: Tatort: Freunde bis in den Tod (Fernsehreihe)
- 2014: Boͤsterreich (Fernsehserie, Folge Katholiken und Geiseln)
- 2014: Clara Immerwahr
- 2014: Die Chefin (Fernsehserie, Folge Tödliche Seilschaften)
- 2014: Der Kriminalist (Fernsehserie, Folge Verlorenes Glück)
- 2015: Altes Geld (Fernsehserie, 6 Folgen)
- 2015: Das Dorf des Schweigens
- 2015: Mein Schwiegervater, der Stinkstiefel
- 2015: Tatort: Einmal wirklich sterben (Fernsehreihe)
- 2015–2016, 2022: Vorstadtweiber (Fernsehserie, 19 Folgen)
- 2016: Der Tatortreiniger (Fernsehserie, Folge E.M.M.A. 206)
- 2016: Morgen hör ich auf (Fernsehserie, 2 Folgen)
- 2016: München Mord: Wo bist Du, Feigling? (Fernsehreihe)
- 2016: Der Traum von Olympia
- 2016: Das Sacher (Fernsehzweiteiler)
- seit 2016: Die Eifelpraxis (Fernsehreihe) → siehe Besetzung
- 2017: Die Lebenden und die Toten – Ein Taunuskrimi (Fernsehreihe, Zweiteiler)
- 2017: Für dich dreh ich die Zeit zurück
- 2017: Kilimandscharo – Reise ins Leben
- 2018: Klassentreffen 1.0
- 2018: Tatort: Meta (Fernsehreihe)
- 2018: Extraklasse
- 2018: Hubert und Staller: Eine schöne Bescherung
- 2018: Wilsberg: Mörderische Rendite (Fernsehreihe)
- 2019: Nimm Du ihn
- 2019: Polizeiruf 110: Dunkler Zwilling (Fernsehreihe)
- 2019: Prost Mortem – Die letzte Runde (Fernsehserie, 4 Folgen)
- 2019: Stralsund: Doppelkopf (Fernsehreihe)
- 2020: Im Abgrund
- 2020: Das Glück ist ein Vogerl
- 2020: Alle Nadeln an der Tanne
- 2021: Landkrimi – Flammenmädchen (Fernsehreihe)
- 2021: Stadtkomödie – Die Unschuldsvermutung (Fernsehreihe)
- 2022: Die Wannseekonferenz (Fernsehfilm)
- 2022: Alles finster – Überleben für Anfänger (Miniserie)
- 2022: Totenfrau (Fernsehserie)
- 2022: Schrille Nacht (Fernsehfilm)
- 2023: Der Metzger traut sich (Fernsehreihe)
- 2024: Biester (Fernsehserie)
- 2024: Der Metzger – Mordstheater (Fernsehreihe)